# Jessye Norman
Jessye Mae Norman (Augusta, Georgia, 1945. szeptember 15. – New York City, 2019. szeptember 30.) amerikai operaénekesnő (szoprán). Pályáját a Berlini Operában kezdte. Klasszikus operák és dalok előadásával szerzett világhírt, emellett számos spirituálét és dzsessz vokált énekelt lemezre, és adott elő élő koncerteken. Ötször tüntették ki Grammy-díjjal. A francia forradalom kétszáz éves évfordulójára készült történelmi filmeposzban ő énekelte a Georges Delerue által komponált „Szabadsághimnuszt”, az 1989. július 14-ei párizsi központi ünnepségen pedig a Marseillaise-t.

## Élete

### Származása, tanulmányai
1945-ben született a Georgia állambeli Augusta városban. Anyja, Janie King-Norman zongoratanárnő volt, apja, Silas Norman biztosítási ügynök. Öt gyermeket neveltek. Szülei aktívan részt vettek az 1950-es, 1960-as évek amerikai polgárjogi küzdelmeiben. Emellett mindketten tevékeny tagjai voltak a fekete templomi közösség zenei életében, apja templomi kórusban énekelt, anyja a templomi zenekarban zongorázott. Jessye Norman a gyermekkorától kezdve szívesen és gyakran énekelt iskolai és templomi eseményeken. Egy későbbi nyilatkozata szerint meghatározó élménye volt egy rádióközvetítés Marian Anderson (1897–1993) és Rosa Ponselle (1897–1981) operaénekesnőkkel.
Ösztöndíjat kapott a washingtoni Howard Egyetemre, ahol 1967-ben zeneművészeti oklevelet (Bachelor of Music) szerzett. Emellett énekórákat vett Alice Duschaktól Baltimore-ban és Pierre Bernactól Michiganben. Végzés után – más fiatal amerikai énekesekhez, zenészekhez hasonlóan – Nyugat-Európába ment, hogy kezdőként nevet és ismertséget szerezzen.

### Énekesnői pályája

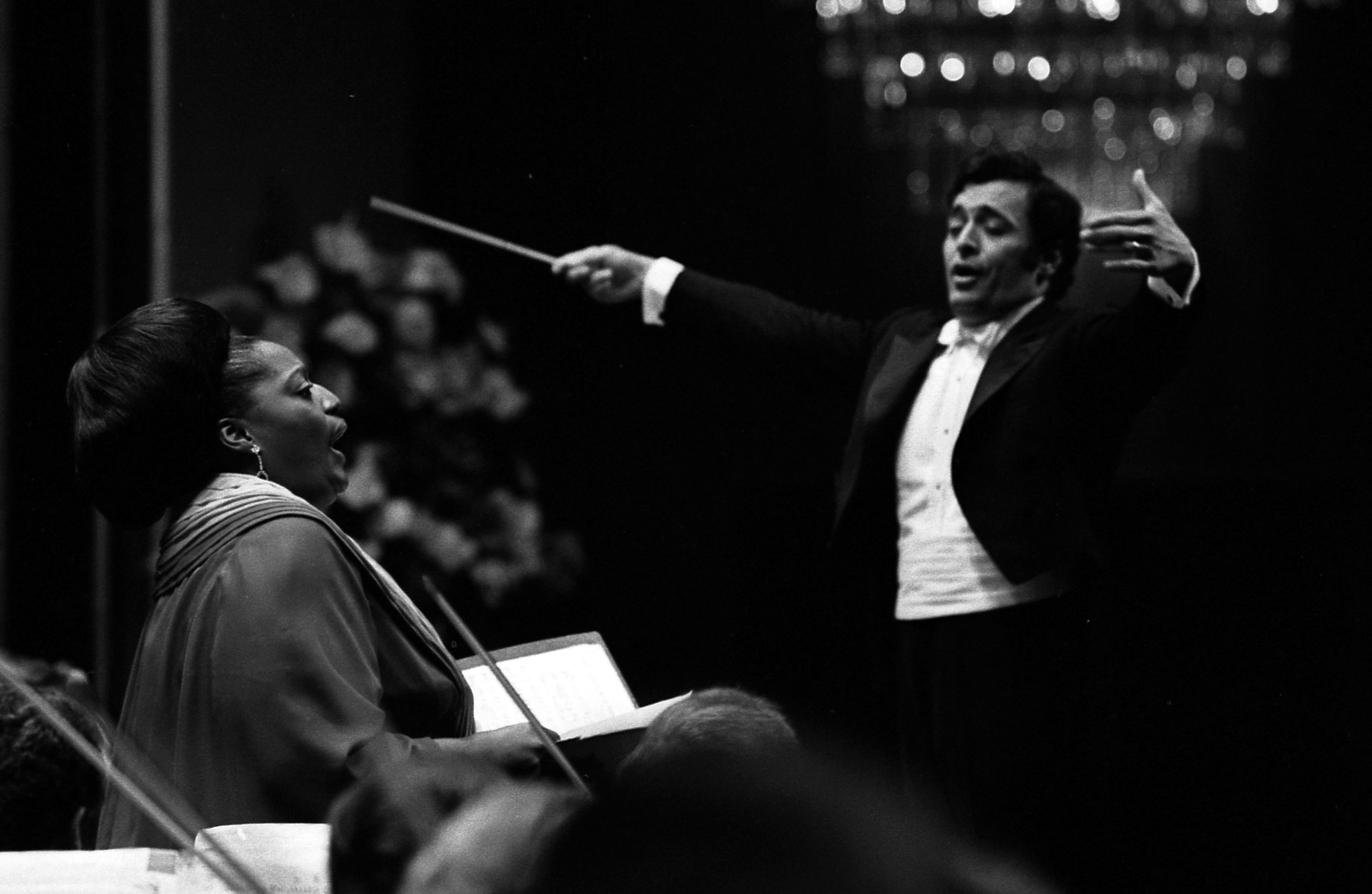
Zubin Mehtával egy 1973-as koncerten Los Angelesben

1968-ban Münchenben első díjat nyert a német ARD rádió-tévétársaság nemzetközi zenei versenyén (Internationaler Musikwettbewerb der ARD). Ennek nyomán 1969-ben debütált a Berlini Német Operházban (Deutsche Oper Berlin), ahol Erzsébet szerepét énekelte Wagner Tannhäuser című operájában. Az első előadás után négy évre szóló szerződést kapott. Berlini évei alatt több fontos szerepet énekelt, köztük Almaviva grófnét Mozart Figaro házasságában. 1972 januárjában a milánói Scalában mutatkozott be Verdi Aidájának címszerepében, Claudio Abbado vezényletével.
A következő években számos német és olasz operaházban énekelt. 1972-ben énekelte először Kasszandra szerepét Hector Berlioz A trójaiak című nagyoperájában, a londoni Covent Garden operaház színpadán. 
Szülőhazájában, az Egyesült Államokban is szerepelt. Először 1972-ben Los Angelesben, majd 1973-ban a New York-i Lincoln Centerben énekelt. Az ezt követő öt évben számos országban, változatos színhelyeken és eseményeken szerepelt opera- és koncert előadásokon. Eljutott a firenzei Zenei Május fesztiválra (Maggio Musicale Fiorentino) is, ahol Meyerbeer Az afrikai nő c. operájában és Händel Deborah c. oratóriumában kapott szerepet.
Az 1970-es években kezdte repertoárjának súlypontját a dalok éneklésére helyezni. Drámai szoprán hangfekvésének ez különösen jól megfelelt. 1980-ig szinte kizárólag a dal-irodalomra összpontosított, nem vett fel műsoraiba újabb operát. Jelentős dalrepertoárt épített fel. Különleges tehetséggel adta elő Wagner „Öt történet egy női hangra” ciklusának dalait (ún. „Wesendonck-Lieder”), Arnold Schönberg Gurre-dalait („Gurre-Lieder”) és Alban Berg Altenberg-dalait („Altenberglieder”). Emellett mélyen és behatóan foglalkozott a francia Henri Duparc, Francis Poulenc, Gabriel Fauré és az orosz Muszorgszkij dalműveivel.
1981-től kezdve sorozatosan adott dalesteket a Salzburgi Ünnepi Játékok programjában. Itt 1987-ben Herbert von Karajan vezénylete mellett adta elő Wagner: Trisztán és Izolda c. operájából Izolda szerelmi halálát. 
1982-ben (Philadelphiában tért vissza az operaszínpadra Henry Purcell Dido és Aeneas operájában, Dido szerepével. 
1983-ban a New York-i Metropolitanben lépett fel, az operaház százéves fennállására rendezett jubileumi előadáson, ahol Berlioz A trójaiak c. operájában ismét régi nagy szerepét, Kasszandrát énekelte.
1985-ben a bécsi Staatsoperben Richard Strauss Ariadné Naxosban c. operájának címszerepét énekelte.
Az 1980-as és 1990-es években a világ számos nagy koncerttermében fellépett, így a chicagói Lyric Opera, a milánói Scala, a Berlini Filharmónikusok és a londoni Royal Opera House (Covent Garden) színpadán. 1990-ben a chicagói Lyric-ben Glucks Alkésztisz-ének címszerepében debütált. 
Szerepelt a svájci Verbier Fesztiválon, a japáni Macumotóban rendezett Szaito Kinen (későbbi nevén Szeidzsi Ozava) klasszikus zenei fesztiválon, az Aix-en-Provence-i zenei fesztiválon és (többször) a Salzburgi Ünnepi Játékokon is.
1988. június 11-én, a londoni Wembley Stadionban, a Nelson Mandela 70. születésnapjára rendezett nemzetközi szolidaritási koncerten neves énekesekkel együtt énekelte az Amazing Grace-t. 
1989. július 14-én, a francia forradalom 200. évfordulóján a párizsi Concorde téren rendezett nagyszabású ünnepségen ő énekelte a Marseillaise-t, Franciaország himnuszát.
Ugyanebben az évben mutatták be A francia forradalom című kétrészes történelmi filmet, amelynek zenéjét, a Szabadság-himnuszt Georges Delerue írta. Ennek vokálját is Norman énekelte.
1990-ben március 18-án a New York-i Carnegie Hallban spirituálé-koncertet adott Kathleen Battle szoprán énekesnővel együtt. A kísérő New York-i Filharmonikus zenekart James Levine vezényelte. A koncert anyaga később CD-n megjelent. Az 1990-es évektől a dzsessz műfaja iránt is érdeklődni kezdett. Zenei programokat dolgozott ki Michel Legrand-nal és Duke Ellingtonnal közösen. 1996-ban Norman nyitotta meg az atlantai olimpiai játékokat.

### Betegsége, halála
2015-ben New Yorkban gerincműtéten esett át. Gerincvelő-sérülést szenvedett. Testének egy része lebénult, és 2019. szeptember 30-án a mannhattani Mount Sinai Morningside kórházban meghalt, általános szepszis következtében.

Szülővárosában, a georgiai Augusta városban temették el. Emlékező beszédet tartott Laurence Fishburne színész, Michael Eric Dyson szociológus, Sir Clive Gillinson, a Carnegie Hall zenei igazgatója, Vernon Jordan polgárjogi aktivista és Hardie Davis, a város polgármestere. Énekelt J’Nai Bridges operaénekesnő és Wycliffe Gordon dzsessz-énekes, továbbá az elhunyt nevét viselő Jessye Norman művésziskola növendékeinek kórusa.
A énekesnő bátyja bírósági keresetet nyújtott be a 2015-ös műtétet végző kórház ellen. A kereset a beteg lebénulását és halálát a nem megfelelő orvosi beavatkozásnak tulajdonítja.

## Elismerései, díjai
Ötször kapta meg a Grammy-díjat. Az elsőt 1984-ben nyerte el, a Legjobb klasszikus szólóénekes kategóriájában. Későbbi pályája során megkapta a Grammy életműdíjat is. Több egyetem tiszteletbeli doktori címét és más magas kitüntető címeket nyert el, köztük az amerikai Kongresszus National Medal of Arts-át és a francia Becsületrendet. Kinevezték a brit Royal Academy of Music tiszteletbeli tagjává. 1990-ben Javier Pérez de Cuéllar ENSZ-főtitkár kinevezte az ENSZ tiszteletbeli nagykövetévé. 2018 áprilisában neki ítélték a Glenn Gould-díjat az opera- és zeneművészetben alkotott életművéért.

## További információ
- Jessye Norman a PORT.hu-n (magyarul)
- Jessye Norman az Internet Movie Database-ben (angolul)
- Jessye Norman az AlloCiné weboldalán (franciául)
- Jessye Norman Profile (angol nyelven). famousfix.com. (Hozzáférés: 2024. április 10.)
- Jessye Norman (német nyelven). Filmdienst.de